# モーターレイド
「モーターレイド」（MOTOR RAID）とは、セガから1997年に稼働開始のアーケード用バイクレースゲーム。サイバーパンク的な世界観の中で、敵車への攻撃も駆使して勝ち上がる過激なレースとなっている。

## 概要
ゲーム開始時には全4ステージを完走する「CHAMPIONSHIP」モードと1ステージのみをプレイできる「PRACTICE」モードの2種類から選択できる。操作方法はハンドルに加え、パンチ、キックの2つのボタンを使用。

## 登場キャラクター
ゲーム開始時に4人のキャラクターから選択可能だが、性能は異なる。

## 筐体
マンクスTT スーパーバイクと同じく大型画面の「DX筐体」と2人での通信対戦が可能になる「TWIN筐体」が存在する。マンクスTT スーパーバイクのコンバージョンキットも存在した。

## 移植
2018年12月13日発売のPlayStation 4用リーガルサスペンスアクションゲーム『JUDGE EYES:死神の遺言』に、作中のゲームセンターで遊べるミニゲームとして収録。家庭用初移植となる。その後同作は2021年4月23日に4K画質に対応した『JUDGE EYES：死神の遺言 Remastered』としてPlayStation 5、Xbox Series X/S、Google Stadiaで発売されたが、本作も引き続き収録されている。
また、2021年9月24日にPlayStation 4、PlayStation 5、Xbox One、Xbox Series X/Sで発売された続編『LOST JUDGMENT 裁かれざる記憶』でも、引き続き本作がミニゲーム収録されている。